# Tvedestrand
Tvedestrand es un municipio de la provincia de Aust-Agder en la región de Sørlandet, Noruega. A 1 de enero de 2018 tenía una población estimada de 6086 habitantes.
Se encuentra ubicado al sur del país, junto a la costa del estrecho Skagerrak (mar del Norte).